# 芜湖谯楼
芜湖谯楼俗称衙署前门、周瑜点将台，位于中国安徽省芜湖市镜湖区芜湖古城内马号街与十字街交叉口，始建于北宋修筑芜湖土城时，历代沿用，现存建筑为清同治时重修。该建筑底部为长24米，宽10.9米，高3.5米的花岗岩砌台基，中部开设有宽4.2米的门洞（现状已被封死），门头采用以方楞木作过桥的宋式做法，而非以砖石起券顶。上部为面阔三间、进深七架梁的歇山顶建筑，明间采用抬梁式，次间则为穿斗式。